# Plana de l'Ararat
La Plana de l'Ararat (armeni: Արարատյան դաշտ Araratyan dašt) és una de les planes més grans de l'Altiplà d'Armènia. Va des de la conca del llac Sevan, fins als contraforts de les muntanyes de Geghama. Al nord limita amb la plana del Mont Aragats, i al sud amb l'Ararat. Està dividida en dues seccions pel riu Araxes, amb la part del nord localitzada a Armènia, i la part sud a Turquia.

## Etimologia
L'historiador medieval armeni Moisès de Khorèn va registrar a la seva Història d'Armènia que la plana de l'Ararat va ser nomenada així pel rei Ara el Bell, el besnet d'Amaya.

## Clima
El clima de la plana d'Ararat és continental i semiàrid, amb estius calorosos i hiverns freds. La precipitació anual ronda els 200-250 mm. Les precipitacions són escasses a l'estiu. A l'hivern, les precipitacions acostumen a caure en forma de neu.
La plana de l'Ararat i la plana del llac Sevan són les àrees més assolellades d'Armènia, amb unes 2.700 hores de sol a l'any. La duració més curta de l'assolellament és a les àrees de mitja muntanya a la zona de boscos (al voltant de 2.000 hores). Als contraforts de les muntanyes, no hi ha pràcticament cap dia sense sol entre els mesos de juny i octubre.

## Agricultura
La plana de l'Ararat representa sols un 4% de l'àrea total de l'Armènia actual, i tot i així aporta un 40% de la producció agrícola d'Armènia.

## Galeria

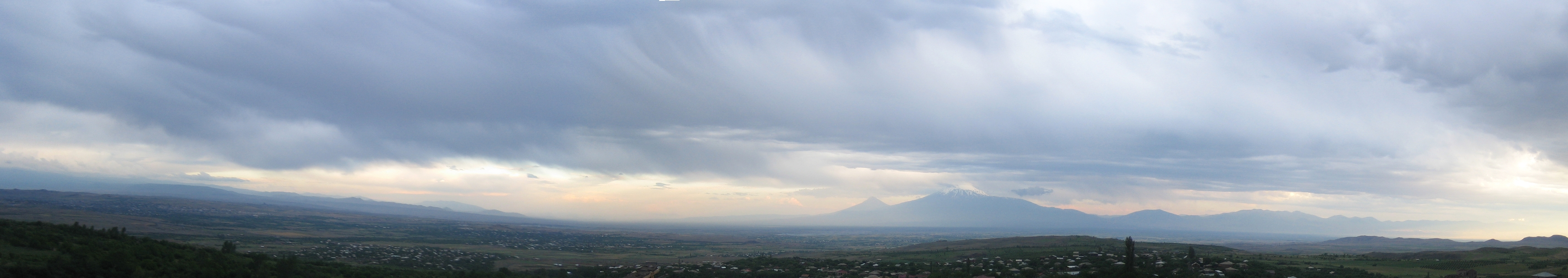
Panorama de la plana de l'Ararat vista des d'Aghtsk, Armènia.

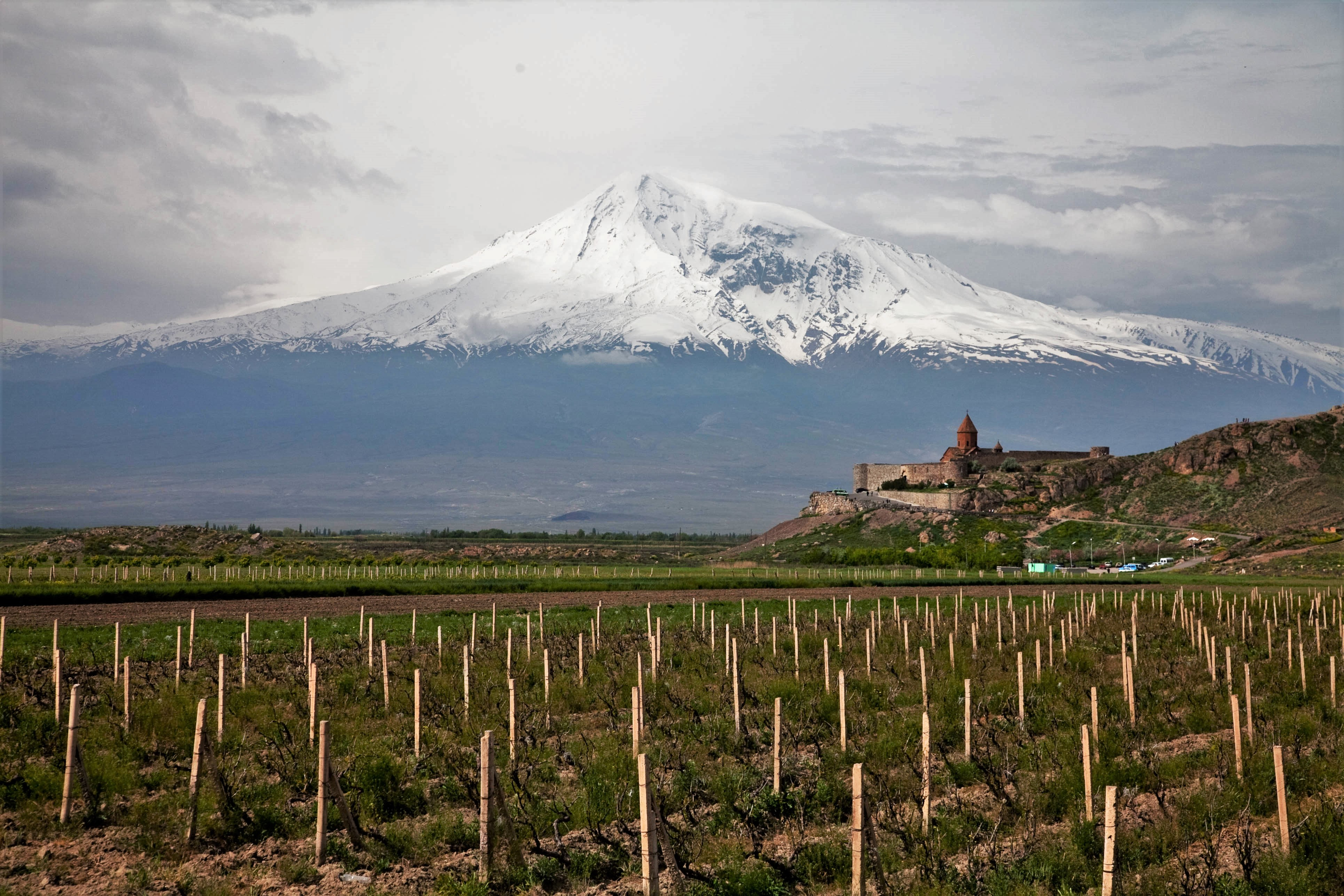
Monestir de Khor Virap i l'Ararat, Armènia.
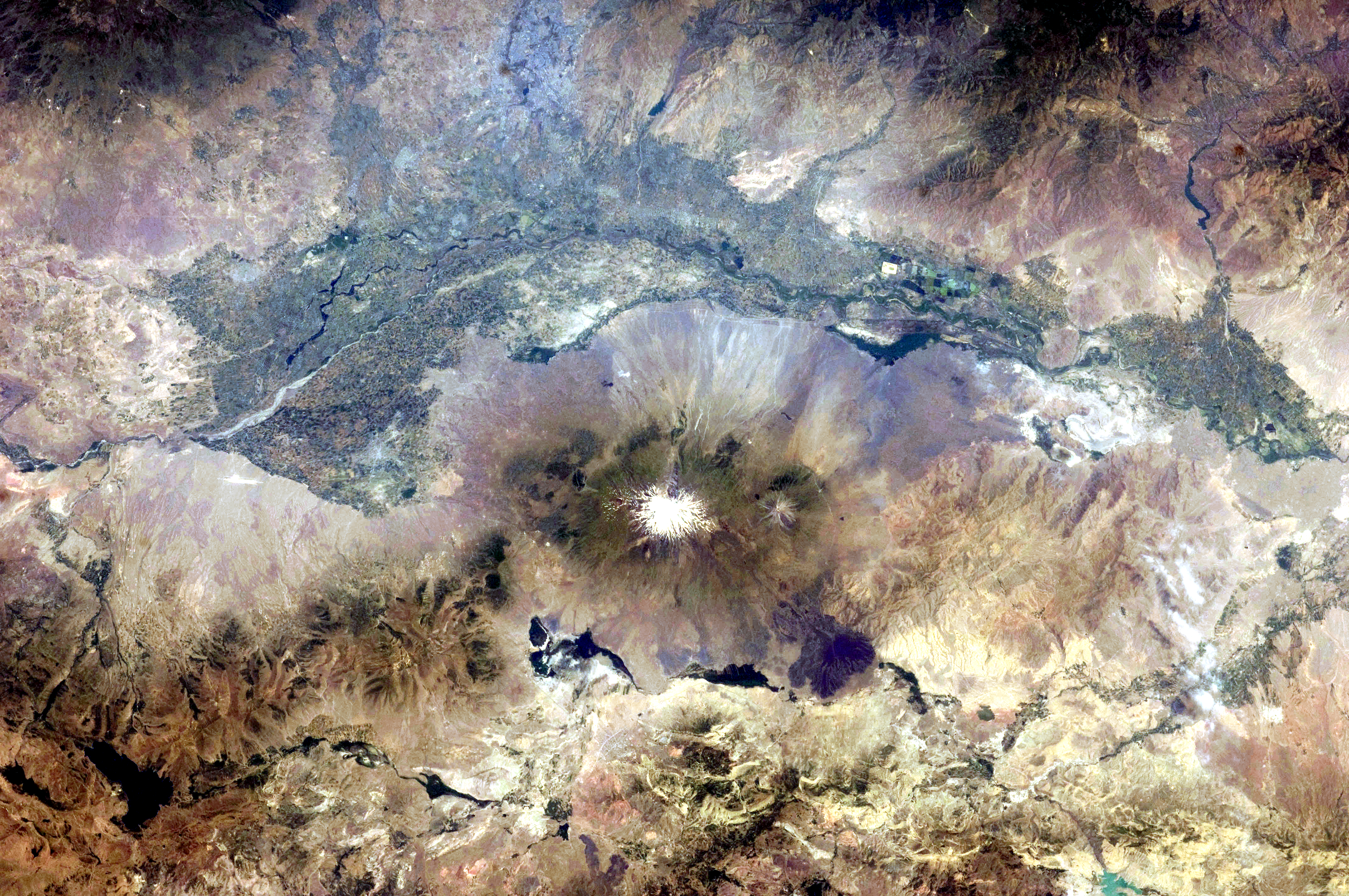
Imatge de satel·lit